# Eishockey-Europameisterschaft der U18-Junioren 1989
Die 22. Eishockey-Europameisterschaft der U18-Junioren fand vom  2. bis 10. April 1989 in Kiew in der Sowjetunion (heute Ukraine) statt. Die Spiele der B-Gruppe wurden vom  16. bis 23. März 1989 in Klagenfurt in Österreich ausgetragen. Austragungsort der C-Gruppe war vom  24. bis 29. März 1989 Puigcerdà in Spanien.

## A-Gruppe

### Vorrunde
Gruppe 1
| Spiele              | TCH  | SWE  | BRD  | NOR  | Tore  | Pkt. |
| ------------------- | ---- | ---- | ---- | ---- | ----- | ---- |
| 1. Tschechoslowakei |      | 10:5 | 10:3 | 18:4 | 38:12 | 6:0  |
| 2. Schweden         | 5:10 |      | 4:3  | 9:3  | 18:18 | 4:2  |
| 3. BR Deutschland   | 3:10 | 3:4  |      | 6:4  | 12:18 | 2:4  |
| 4. Norwegen         | 4:18 | 3:9  | 4:6  |      | 11:33 | 0:6  |

Gruppe 2
| Spiele      | URS  | FIN  | SUI  | ROM  | Tore  | Pkt. |
| ----------- | ---- | ---- | ---- | ---- | ----- | ---- |
| 1. UdSSR    |      | 4:2  | 13:2 | 15:0 | 32:04 | 6:0  |
| 2. Finnland | 2:4  |      | 17:0 | 8:0  | 27:04 | 4:2  |
| 3. Schweiz  | 2:13 | 0:17 |      | 9:2  | 11:32 | 2:4  |
| 4. Rumänien | 0:15 | 0:8  | 2:9  |      | 02:32 | 0:6  |

### Endrunde
Für die Endrunde wurden die untereinander erzielten Ergebnisse aus der Vorrunde übernommen. Diese Resultate sind hier in Klammern dargestellt. Die Letzten der beiden Vorrunden-Gruppen ermittelten den Absteiger im Play-off-Modus.
Meisterrunde
| Spiele              | UdSSR  | ČSSR   | FIN    | SWE    | BRD    | CH     | Tore  | Pkt.  |
| ------------------- | ------ | ------ | ------ | ------ | ------ | ------ | ----- | ----- |
| 1. UdSSR            |        | 2:0    | (4:2)  | 4:2    | 7:1    | (13:2) | 30:07 | 10:0  |
| 2. Tschechoslowakei | 0:2    |        | 4:3    | (10:5) | (10:3) | 19:1   | 43:14 | 08:02 |
| 3. Finnland         | (2:4)  | 3:4    |        | 5:5    | 15:1   | (17:0) | 42:14 | 05:05 |
| 4. Schweden         | 2:4    | (5:10) | 5:5    |        | (4:3)  | 14:0   | 30:22 | 05:05 |
| 5. BR Deutschland   | 1:7    | (3:10) | 1:15   | (3:4)  |        | 4:2    | 12:38 | 02:08 |
| 6. Schweiz          | (2:13) | 1:19   | (0:17) | 0:14   | 2:4    |        | 05:67 | 00:10 |

Abstiegsspiele
| Norwegen | 12:4 5:0 | Rumänien |

### Meistermannschaften
| U18-Europameister Sowjetunion | Sergei Tkatschenko, Sergei Swjagin – Oleg Dawydow, Dmitri Filimonow, Dmitri Juschkewitsch, Boris Mironow, Dmitri Motkow, Jewgeni Namestnikow, Wjatscheslaw Timtschenko – Pawel Bure, Jan Kaminski, Waleri Karpow, Wjatscheslaw Koslow, Alexei Kudaschow, Oleg Petrow, Sergei Solotow, Sergei Martinjuk, Wladimir Terechow, Walentin Olezki, Jegor Baschkatow Trainerstab: Nikolai Kasakow, Alexander Birjukow |
| Silber Tschechoslowakei       | Roman Čechmánek, Marcel Kučera – Jiří Vykoukal, Jiří Šlégr, Miloš Holaň, Jaroslav Modrý, Jiří Malinský, Tomáš Bološ, Ján Paška – Jaromír Jágr, Robert Reichel, Robert Holík, Branislav Jánoš, Martin Madový, Marián Uharček, Jaromír Kverka, Jaroslav Brabec, Petr Trávník, Radim Haupt, Pavel Vachovec Trainerstab: Florián Střída, Eduard Giblák                                                            |
| Bronze Finnland               | Pasi Kuivalainen, Kimmo Lecklin – Jimi Helin, Kaj Linna, Niko Marttila, Sami Nuutinen, Teemu Sillanpää, Mika Yli-Mäenpää – Mika Alatalo, Marko Jantunen, Rami Kaivanto, Tommy Kiviaho, Toni Koivunen, Petteri Koskimäki, Joni Lius, Tommi Pullola, Toni Sihvonen, Vesa Viitakoski |

### Auszeichnungen
| Auszeichnung       | Spieler            | Team             |
| ------------------ | ------------------ | ---------------- |
| Top-Scorer         | Robert Reichel     | Tschechoslowakei |
| Bester Torhüter    | Sergei Tkatschenko | UdSSR            |
| Bester Verteidiger | Jiří Vykoukal      | Tschechoslowakei |
| Bester Stürmer     | Pawel Bure         | UdSSR            |

All-Star-Team
| Angriff:      | Robert Holík – Robert Reichel – Pawel Bure |
| Verteidigung: | Mattias Olsson – Dmitri Filimonow          |
| Tor:          | Sergei Tkatschenko                         |

## B-Gruppe

### Vorrunde
Gruppe 1
| Spiele       | POL  | DEN | ITA | BUL  | Tore  | Pkt. |
| ------------ | ---- | --- | --- | ---- | ----- | ---- |
| 1. Polen     |      | 6:0 | 8:2 | 15:0 | 29:02 | 6:0  |
| 2. Dänemark  | 0:6  |     | 8:3 | 6:2  | 14:11 | 4:2  |
| 3. Italien   | 2:8  | 3:8 |     | 6:3  | 11:19 | 2:4  |
| 4. Bulgarien | 0:15 | 2:6 | 3:6 |      | 05:27 | 0:6  |

Gruppe 2
| Spiele         | FRA  | AUT  | NED  | YUG  | Tore  | Pkt. |
| -------------- | ---- | ---- | ---- | ---- | ----- | ---- |
| 1. Frankreich  |      | 4:3  | 10:1 | 6:3  | 20:07 | 6:0  |
| 2. Österreich  | 3:4  |      | 5:2  | 12:1 | 20:07 | 4:2  |
| 3. Niederlande | 1:10 | 2:5  |      | 4:4  | 07:19 | 1:5  |
| 4. Jugoslawien | 3:6  | 1:12 | 4:4  |      | 08:22 | 1:5  |

### Endrunde
Für die beiden Gruppen der Endrunde wurden die untereinander erzielten Ergebnisse aus der Vorrunde übernommen. Diese Resultate sind hier in Klammern dargestellt.
Aufstiegsrunde
| Spiele        | POL   | FRA   | AUT   | DEN   | Tore  | Pkt. |
| ------------- | ----- | ----- | ----- | ----- | ----- | ---- |
| 1. Polen      |       | 7:4   | 8:1   | (6:0) | 21:06 | 6:0  |
| 2. Frankreich | 4:7   |       | (4:3) | 5:1   | 13:11 | 4:2  |
| 3. Österreich | 1:8   | (3:4) |       | 3:3   | 07:15 | 1:5  |
| 4. Dänemark   | (0:6) | 1:5   | 3:3   |       | 04:14 | 1:5  |

Abstiegsrunde
| Spiele         | NED   | ITA   | YUG   | BUL   | Tore  | Pkt. |
| -------------- | ----- | ----- | ----- | ----- | ----- | ---- |
| 1. Niederlande |       | 5:3   | (4:4) | 8:4   | 17:11 | 5:1  |
| 2. Italien     | 3:5   |       | 7:2   | (6:3) | 16:10 | 4:2  |
| 3. Jugoslawien | (4:4) | 2:7   |       | 8:2   | 14:13 | 3:3  |
| 4. Bulgarien   | 4:8   | (3:6) | 2:8   |       | 09:22 | 0:6  |

### Auszeichnungen
| Auszeichnung       | Spieler               | Team       |
| ------------------ | --------------------- | ---------- |
| Top-Scorer         | Mariusz Czerkawski    | Polen      |
| Bester Torhüter    | Tomasz Jaworski       | Polen      |
| Bester Verteidiger | Jean-François Bonnard | Frankreich |
| Bester Stürmer     | Andreas Pušnik        | Österreich |

## C-Gruppe
| Spiele            | ESP     | GBR     | HUN     | Tore  | Pkt. |
| ----------------- | ------- | ------- | ------- | ----- | ---- |
| 1. Spanien        |         | 5:2 2:2 | 6:5 6:4 | 19:13 | 7:1  |
| 2. Großbritannien | 2:5 2:2 |         | 5:2 6:1 | 15:10 | 5:3  |
| 3. Ungarn         | 5:6 4:6 | 2:5 1:6 |         | 12:23 | 0:8  |

### Auszeichnungen
| Auszeichnung | Spieler         | Team    |
| ------------ | --------------- | ------- |
| Top-Scorer   | Gonzalo Eguiluz | Spanien |